# Cantone di Château-Landon
Il Cantone di Château-Landon era una divisione amministrativa dell'arrondissement di Fontainebleau, situato nel dipartimento di Senna e Marna nella regione dell'Île-de-France.
È stato soppresso a seguito della riforma complessiva dei cantoni del 2014, che è entrata in vigore con le elezioni dipartimentali del 2015.

## Composizione
Il cantone di Château-Landon comprendeva 15 comuni:
- Arville: 121 abitanti
- Aufferville: 449 abitanti
- Beaumont-du-Gâtinais: 981 abitanti
- Bougligny: 646 abitanti
- Bransles: 463 abitanti
- Chaintreaux: 783 abitanti
- Château-Landon: 3 364 abitanti
- Chenou: 293 abitanti
- Gironville: 172 abitanti
- Ichy: 171 abitanti
- La Madeleine-sur-Loing: 354 abitanti
- Maisoncelles-en-Gâtinais: 112 abitanti
- Mondreville: 354 abitanti
- Obsonville: 89 abitanti
- Souppes-sur-Loing: 5 348 abitanti